# Alegeri generale în România, 1946
     60% și mai mult           
     între 50 și 60%             
     între 30 și 50%             
     între 15 și 30%             
     între   0 și 15%             
     rezultat necunoscut;     

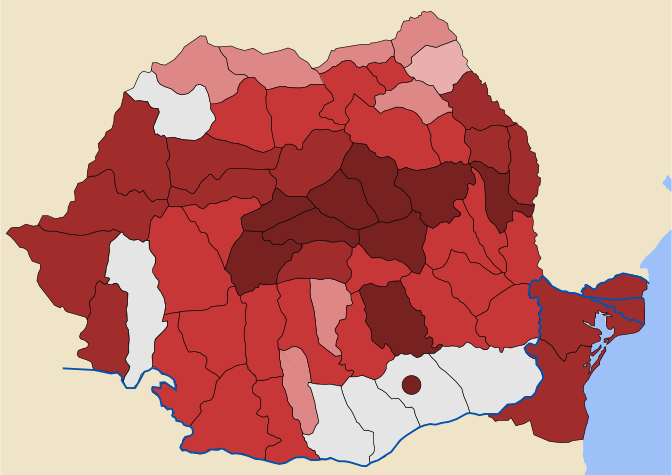
Rezultatele BPD și UPM în județe, conform situației oficiale.
60% și mai mult
între 50 și 60%
între 30 și 50%
între 15 și 30%
între 0 și 15%
rezultat necunoscut;

Alegerile parlamentare din România din 1946 (ultimele alegeri ținute în Regatul României) au fost convocate 19 noiembrie 1946. Rezultatele oficiale i-au dat câștigători pe comuniștii români (PCR) și pe aliații lor din așa-zisul Bloc al Partidelor Democrate (BPD): Uniunea Populară Maghiară (UPM/MNSZ), facțiunea pro-guvernamentală țărănistă din jurul lui Dr. Nicolae Lupu (cunoscută ca Partidul Democrat Țărănesc-Dr. Nicolae Lupu sau PȚD-Dr. Lupu pe scurt) și Comitetul Democrat Evreiesc (CDE). Aceste alegeri au marcat un pas decisiv spre destabilizarea monarhiei constituționale române și instaurarea ilegală și forțată a regimului comunist în țară la sfârșitul anului următor. Alegerile generale din 1946 au fost numite "cea mai mare fraudă politică din întreaga istorie parlamentară a României".
Blocul Partidelor Democrate (BPD), alianța electorală care forma guvernul de extremă stângă al prim-ministrului Petru Groza, era formată din Partidul Comunist Român (PCR), Partidul Social-Democrat (PSDR), Frontul Plugarilor (FP; formațiunea politică a prim-ministrului), Partidul Național Liberal-Tătărescu (PNL-T), facțiunea țărănistă a lui Anton Alexandrescu (PNȚ-AA) și Uniunea Patrioților (UP).. După aceea, PSD fost literalmente înghițit de PCR. Celelalte au fost sub conducerea de facto a comuniștilor români. 
Istoricii sunt de acord în general că BPD a condus o campanie electorală caracterizată prin folosirea tacticilor de intimidare și a abuzurilor electorale, în special fraudă electorală, împotriva partidelor istorice – mai precis Partidul Național Liberal (PNL) și Partidul Național-Țărănesc (PNȚ/PN-Ț). Deși există unele discuții în contradictoriu asupra rezultatelor exacte ale alegerilor, se poate aprecia că BPD și aliații aferenți acestuia nu au câștigat mai mult de 48% din totalul voturilor. Există estimări care apreciază că PNȚ ar fi câștigat în mod real suficiente voturi ca să formeze singur guvernul sau, în cel mai rău caz, în alianță cu alte partide anticomuniste. Rezultatele oficiale ulterioare ale alegerilor reprezentau însă victoria zdrobitoare a extremei stângi: BPD cu 348 de mandate (379 împreună cu aliații), PNȚ cu 32 de mandate, iar PNL-B (PNL-ul principal condus de Dinu Brătianu) doar 3.
Alegerile din România din 1946, convocate la scurtă vreme după terminarea celui de-Al Doilea Război Mondial, în condițiile prezenței trupelor de ocupație sovietice în țară, au avut caracteristici asemănătoare cu procesele electorale din celelalte țări ocupate de Armata Roșie, care aveau să devină în scurtă vreme ceea ce se va numi mai târziu Blocul răsăritean sau Cortina de fier.

## Rezultatele oficiale
| Rezultatele oficiale ale alegerilor parlamentare din 19 noiembrie 1946 | Rezultatele oficiale ale alegerilor parlamentare din 19 noiembrie 1946 | Rezultatele oficiale ale alegerilor parlamentare din 19 noiembrie 1946 | Rezultatele oficiale ale alegerilor parlamentare din 19 noiembrie 1946 | Rezultatele oficiale ale alegerilor parlamentare din 19 noiembrie 1946 |
| Partide și alianțe | Voturi                                                                 | %                                                                      | Mandate                                                                | %                                                                      |
| --- | ---------------------------------------------------------------------- | ---------------------------------------------------------------------- | ---------------------------------------------------------------------- | ---------------------------------------------------------------------- |
| Blocul Partidelor Democrate - Partidul Comunist Român - Partidul Social Democrat Român (81 mandate) - Frontul Plugarilor - Partidul Național Liberal-Tătărăscu - Uniunea Patrioților - Partidul Național Țărănesc - Anton Alexandrescu - Comitetul Democrat Evreiesc | 4.766.6301/4.773.6892                                                  | 68,701                                                                 | 3472/3481                                                              | 84,101                                                                 |
| Partidul Național-Țărănesc | 878.9271                                                               | 12,701                                                                 | 321/332                                                                | 7,701                                                                  |
| Uniunea Populară Maghiară | 568.8622/569.6511                                                      | 8,201                                                                  | 29                                                                     | 7,00                                                                   |
| Partidul Național Liberal | 259.3061                                                               | 3,701                                                                  | 3                                                                      | 0,72                                                                   |
| Partidul Democrat Țărănesc-Dr. Nicolae Lupu | 156.7751                                                               | 2,301                                                                  | 2                                                                      | 0,48                                                                   |
| Partidul Social-Democrat Independent | 65.0001                                                                | 1,901                                                                  | 0                                                                      | 0                                                                      |
| Alții (7 independenți, majoritatea pro-BPD)2 | 303.2941                                                               | 4,401                                                                  | 7                                                                      |                                                                        |
| TOTAL | 6.934.5831/6.955.6682                                                  |                                                                        | 414                                                                    |                                                                        |
| Surse: 1M. Ștefan, „În umbra Cortinei de Fier” în Magazin Istoric, noiembrie 1995, pag. 9; 2Petre Țurlea, „Alegerile parlamentare din noiembrie '46...”, în Dosarele Istoriei, 11 (51)/2000, pag. 35                                                                 |                                                                        |                                                                        |                                                                        |                                                                        |

## Contextul politic general
După ieșirea din Axă la sfârșitul anului 1944, România a fost supravegheată de Aliați prin intermediul Comisiei Aliată de Control. După Conferința de la Ialta din februarie 1945, autoritățile sovietice și-au mărit presiunile și prezența în România, în vreme ce Aliații occidentali nu și-au manifestat în mod consecvent interesul pentru reglementarea situației de la București. După Conferința de la Potsdam, guvernele occidentale au refuzat să recunoască guvernul Groza, impus de sovietici.
Ca urmare, regele Mihai I a refuzat să semneze decretele-lege emise de guvern prin așa numita Grevă regală. Pe 8 noiembrie 1945, o demonstrație în sprijinul regelui, convocată cu ocazia zilei Sfântului Mihail, a fost reprimată de autorități. Decretând că evenimentul era nici mai mult nici mai puțin decât o tentativă de lovitură de stat, autoritățile au hotărât să deschidă focul asupra mulțimii adunate în fața Palatului Regal, ucigând până la 10 demonstranți. În ianuarie 1946, "Greva regală" a încetat după ce premierul Groza a fost de acord să includă în cabinetul său doi politicieni din partidele de opoziție (liberalul Mihail Romniceanu și țărănistul Emil Hațieganu) ca miniștri fără portofoliu (gest politic care a atras și recunoașterea guvernului de către Aliații occidentali).
La mijlocul lunii decembrie a anului 1945, reprezentanții celor trei mari Puteri Aliate, Andrei Vîșinski din partea Uniunii Sovietice, W. Averell Harriman din partea Statelor Unite și Archibald Clerk-Kerr din partea Regatului Unit,  au vizitat Bucureștiul și au căzut de acord cu organizarea de alegeri generale pentru luna mai a anului următor, pe bazele înțelegerilor semnate în timpul discuțiilor de la Ialta. Cu toate acestea, și în ciuda protestelor opoziției, guvernul prosovietic al lui Groza și-a permis să amâne alegerile, promulgând pe 17 iunie un decret pentru stabilirea noii proceduri electorale.
În aceeași zi, primul ministru a semnat un decret de desființare a Senatului, transformând Parlamentul bicameral în Adunarea Deputaților, legislativ unicameral. Ultimul legislativ, care funcționase ca expresie a Frontului Renașterii Naționale, fusese dizolvat în 1941. PCR-ul considera Senatul în mod tradițional ca reacționar, iar desființarea lui a fost considerată ca un pas spre ușurarea controlului asupra procesului legislativ.
Momentul convocării alegerilor a coincis cu cel al înrăutățirii relațiilor dintre Uniunea Sovietică și puterile occidentale și al izbucnirii Războiului Rece, marcat de discursul "Cortinei de fier" al lui Winston Churchill de pe 5 martie 1946. În acele momente, Aliații occidentali erau mai interesați să sprijine forțele anticomuniste din Grecia. Există teorii care afirmă că România a fost abandonată, de vreme ce țara părea pierdută pentru cauza capitalismului,, iar interesul imediat al occidentalilor, în mod special al britanicilor, era centrat mai degrabă pe păstrarea controlului asupra Greciei și, prin aceasta, a rutei strategice spre Canalul Suez. (Vedeți și: Trădarea occidentală).
Data alegerilor a coincis cu cea de-a patra aniversare a Operațiunii Uranus, un moment în care armata română și cea a Germaniei Naziste au suferit o înfrângere de proporții pe frontul de răsărit.  În însemnările sale, generalul Constantin Sănătescu, un adversar declarat al comuniștilor și al lui Petru Groza, considera că data alegerilor nu a fost aleasă întâmplător, ("pentru a ne sfida").

## Blocul Partidelor Democrate
După ieșirea din rândul Axei, partidele de stânga și-au crescut aderenții de mai multe ori. Comuniștii, care-și ținuseră prima lor conferință legală în octombrie 1945, au început o campanie masivă de recrutări. Printre noii veniți în tabăra lor se aflau și foștii membri ai Gărzii de Fier. Până în 1947, numărul comuniștilor a crescut de la 1.000 în 1944 la mai mult de 700.000 în 1947. Se pare că, în Blocul răsăritean, creșterea efectivelor PCR-ului era cea mai importantă.
În mod similar, în noiembrie 1946, efectivele Frontului Plugarilor prezidat de Groza erau estimate la 1.000.000 – 1.500.000 de membri  sau la numai 800.000.
În această perioadă, documentele de arhivă arătau că BPD conta ca între 60-65% din voturile pe care sperau să le obțină să vină din partea electoratului Frontului Plugarilor. Până la momentul alegerilor, Frontul condus de Groza fusese supus la numeroase presiuni pentru sprijinirea programului comunist, după o scurtă perioadă de conflict, datorată opoziției frontiștilor la programul declarat al comuniștilor pentru colectivizarea agriculturii.
Partidul Social Democrat care fusese atras într-o colaborare strânsă cu PCR-ul încă din anul 1944 (ca parte a Frontului Unic Muncitoresc), a avut de asemenea parte de o creștere constantă a efectivelor. PSD era dominat în perioada de dinainte de alegeri de aripa procomunistă condusă de Ștefan Voitec și Lothar Rădăceanu. Această facțiune procomunistă a eliminat din partid grupul reformist al lui Constantin Titel Petrescu în martie 1946. Constantin Titel Petrescu și sprijinitorii săi aveau să înființeze un mic partid, care se declara moștenitorul de drept al social-democrației române. Liderul comunist Ana Pauker nota cu insatisfacție că unii dintre membrii Partidului Social Democrat erau în continuare ostili comuniștilor; era vorba în principal de intelectualii din partid și de mulți membri de rând.
Partidul Național Liberal-Tătărescu, care se autodeclara reprezentantul clasei de mijloc și sprijinitorul capitalismului, avea cu PCR o relație tensionată.
În conformitate cu documente din epocă ale comuniștilor, Uniunea Populară Maghiară (UPM/MNSz), reprezentantul minorității maghiare, avea relații relativ tensionate cu PCR-ul, fiind suspectată de „șovinism”. Pentru comuniști era însă foarte folositor să păstreze relații cât mai bune cu UPM-ul, pentru asigurarea securității Transilvaniei de Nord. Alt grup etnic din cadrul BPD era Comitetul Evreiesc, apărut pe 22 aprilie 1946, după ce elemente comuniste se infiltraseră în corpurile reprezentative ale evreilor români.
În acele timpuri, elementele de stânga sau comuniste se infiltraseră în cea mai mare parte a instituțiilor media și de cultură. La un moment dat, generalul sovietic Ivan Susaikov l-a avertizat pe Nicolae Carandino, editorul-șef al ziarului de partid al țărăniștilor Dreptatea, să-și tempereze tonul criticilor la adresa BPD-ului, amintind că "... guvernul Groza este Rusia Sovietică însăși".

## Noua  legislație electorală
Noua legislație electorală a fost concepută pentru lărgirea dreptului la "votul universal masculin", proclamând dreptul la vot  al tuturor cetățenilor care împliniseră vârsta de 21 de ani, inclusiv al militarilor activi, cu limitarea sus-numitului drept al persoanelor care deținuseră funcții importante pe vremea dictaturii Conducătorului Statului, mareșalului Ion Antonescu. Ultima prevedere a dat naștere la multe abuzuri, administrația luând decizii arbitrare, eliminând din viața politica numeroase personalități politice supuse judecății "comisiilor de epurare", (toate controlate de PCR), sau a Tribunalelor Poporului (împuternicite să investigheze crimele de război și sprijinite constant de propaganda de partid comunistă).
Decizia de a permite militarilor activi și funcționarilor publici să voteze a fost gândită pentru a întări șansele de câștig ale comuniștilor. În preajma alegerilor, cabinetul lui Groza avea controlul complet asupra administrației publice la nivel central și local și controla toate canalele de comunicație dintre organele administrației și populație. Sursele sovietice din acele vremuri reflectă convingerea comuniștilor români că funcționarii publici și militarii aveau să asigure cam un milion de voturi stângii.
Un raport al Ambasadei Sovietice din București din 15 august 1946 îl informa pe Andrei Vîșinski asupra modificărilor aduse legii electorale și nota faptul că liderii partidelor istorice, Iuliu Maniu și Dinu Brătianu, îl rugaseră pe regele Mihai să nu aprobe noile prevederi. Celor două partide nu li se permisese să aibă nicio contribuție la elaborarea noii legislații.

## Estimări preelectorale
Cu câteva luni înainte de alegeri, liderii comuniști își exprimaseră încrederea în șansele de câștigare a 70 până la 80% din mandatele de deputat (declarațiile ministrului justiției Lucrețiu Pătrășcanu și a ministrului afacerilor interne Teohari Georgescu), sau chiar a  90% (Miron Constantinescu, șeful ziarului comunist Scînteia). Fostul ministru de externe Constantin Vișoianu se plângea lui Adrian Holman, ambasadorul britanic la București, că BPD-ul își asiguraseră toate mijloacele pentru a câștiga alegerile prin fraudă. Archibald Clerk-Kerr, după vizita sa din România, nota că, în țară, nimeni nu mai credea că alegerile vor fi libere, în ciuda faptului că Vîșinski nu credea că, dacă nu erau ajutați în mod serios, comuniștii români nu ar fi fost capabili să câștige mai mult de 10% din mandatele parlamentare.
Diplomatul american Burton Y. Berry nota că până și Groza aproba toate procedurile frauduloase, afirmând în discuțiile cu o terță persoană că alegerile aveau să fie o competiție a măsluirii votului popular între două tabere: cea a premierului și a Secretarului General al PCR Gheorghe Gheorghiu-Dej, pe de-o parte, și cea a "cominterniștilor" în frunte cu  Emil Bodnăraș, pe de altă parte. În conformitate cu afirmațiile lui Berry, Groza și Dej ar fi fost mulțumiți cu un procent de 60% și o mai scăzută fraudă electorală, în vreme ce Bodnăraș visa la un rezultat de 90% W. Averell Harriman, amintindu-și de discuțiile sale cu Vîșinski, afirmă că ministrul sovietic considera că un procent de 70% ar fi fost cel mai credibil. În schimb, ambasadorul sovietic Serghei Kavtaradze afirmase că "prin anumite tehnici, BPD poate câștiga  90% din voturi". Ana Pauker a amintit și ea de aceste  "technici" într-o conversație cu oficialii sovietici. Ea avea însă credința că rezultatele finale nu vor trece de 60%. Pauker își mai exprima de asemenea temerea că, în ciuda rezultatelor bune ale coaliției BPD, populația avea să-i considere pe comuniști minoritari în rândul alianței.
Istoricul Adrian Cioroianu consideră că valul de zvonuri optimiste lansate de propaganda de stânga nu era decât o metodă de a obișnui populația cu ideea normalității unei victorii zdrobitoare a BPD și de a face rezultatele mult mai puțin suspecte în ochii observatorilor.
Alte documente sovietice din 6 și respectiv 12 noiembrie fac rezumatul conversației oficialilor sovietici cu Bodnăraș, care recunoștea că se fac preparative pentru marea fraudă electorală. Prin comparație cu rezultatele oficiale, estimările lui Bodnăraș nu difereau cu mai mult de un procent. Kavtaradze și-a exprimat termerile că anumite informații despre preparativele făcute pentru fraudarea alegerilor vor ajunge pe căi oculte și în tabăra opoziției, PCR putând astfel să piardă voturi prețioase datorită încălcării regulilor acțiunilor conspirative.

## Problemele economice și politice
Unul dintre motivele principale pentru care primul-ministru și PCR-ul amânaseră alegerile până în toamnă, era credința că recoltele bune aveau să asigure o atitudine mult mai favorabilă guvernului din partea țăranilor. ("[Groza] declarase că guvernul va organiza alegeri «când hambarele vor fi pline cu grâu»). Trebuie spus că aceasta nu era o tactică nouă, ea fiind aplicată de toate guvernele din perioada interbelică.
Anul 1946 a fost marcat însă de o secetă extrem de severă, care a adus la declanșarea foametei în anumite zone ale țării. Oficialii comuniști au pretins că dezastrul provocat de secetă a fost amplificat de incompetența funcționarilor administrației locale, dar și de proasta funcționare a transportului pe căile ferate (atribuită la un moment dat sabotajelor). Kavtaradze mergea mai departe, condamnând direct guvernul pentru situația extrem de gravă.
În timpul unei întâlniri cu principalii responsabili de la Ambasada Sovietică, liderul comunist Ana Pauker a afirmat că românii sunt preocupați în special de situația din industria petrolieră, (cu accent special pe situația din județul Prahova), care era în declin. Tudor Ionescu, ministrul social-democrat al minelor și petrolului, sprijinea inițiativa americanilor și britanicilor de retragere a investițiilor din industria petrolieră, dar s-a lovit de opoziția puternică a comuniștilor, care considerau că o asemenea mișcare ar fi dus la scăderea sprijinului popular pentru guvern, datorită valului de șomeri care ar fi rezultat. Pauker afirma că o acțiune asemănătoare urma să fie întreprinsă de Sucursala din București a Companiei Ford. Kavtaradze remarca existența unei atmosfere de nemulțumire generală printre muncitori, funcționarii de stat și cadrele armatei datorată nivelurilor foarte scăzute ale salariilor.
În acest context, guvernul a început distribuirea de stocuri de alimente pentru a-și îmbunătăți imaginea în rândurile electoratului. Pauker nota că în timpul campaniei de achiziționare de cereale de la producători, funcționarii statului s-au lovit de refuzul țăranilor, care considerau că prețurile oferite erau mult prea mici. Până la urmă, Comitetul Central al Partidului Comunist Român a hotărât să se importe mari cantități de cereale, în special grâu, acțiunea urmând să fie supravegheată personal de Gheorghe Gheorghiu-Dej. Ambasadorul Kavtaradze aprecia că aceste măsuri s-au dovedit un succes limitat.
Pauker a afirmat mai târziu că, în timpul campaniei electorale, cei mai mulți foști țărani fără pământ au devenit neîncrezători în BPD. Ea amintea că în mai multe județe, neprezentarea la urne a fost o formă de protest a acestei categorii sociale fața de politica guvernamentală pe care o considerau ostilă. ("Țăranii, fiind întrebați pentru cine vor vota, răspundeau: «Ne mai gândim...» ori «Nu o să votăm»"). Pauker își amintea că țăranii fără pământ împroprietăriți considerau că guvernul Groza făcuse ultima reformă agrară doar ca pe un pas premergător al colectivizării ("Țăranii răspundeau că și în Rusia Bolșevică, la început pământul a fost împărțit, doar pentru a fi luat mai apoi  de  colhozurile nou înființate. Nu avem nici un contraargument convingător împotriva acestor obiecțiuni ale țăranilor").

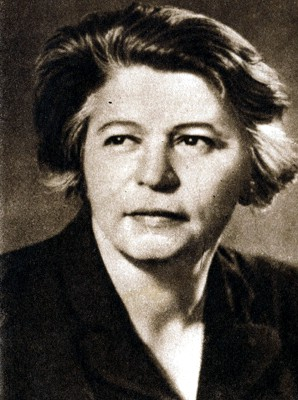
Ana Pauker, membra PCR ce a susținut cauza votului femeilor cu scopul de a le câștiga de partea partidului

BPD s-a preocupat de mobilizarea femeilor de la sate pentru vot, în special a celor știutoare de carte. Comuniștii aveau intenția de a obține o participare cât mai largă la vot, chiar dacă erau conștienți că victoria nu avea să fie decisă de aceasta. Un document sovietic amintea că au fost organizate mai multe campanii propagandistice printre sătence, în timpul cărora activiștii comuniști puneau accentul pe aspectele pozitive ale acțiunilor guvernului Groza. Pauker afirma: "foarte multe lucruri vor depinde de felul în care președinții birourilor electorale tratează alegătorii-femei, de vreme ce femeile nu votaseră niciodată până atunci, nu văzuseră niciodată legile electorale și nu cunoșteau procedurile de votare". Într-un incident petrecut în timpul alegerilor din  Cluj, „a apărut neașteptată influențare a unguroaicelor. Femei bătrâne de 70 – 80 de ani, cu scăunașe aduse de acasă, se așezaseră la rând pe vreme ploioasă, așteptându-și rândul la vot.  Li se spusese că persoana care nu votează cu Uniunea Populară Maghiară nu va mai primi rația de zahăr".
Participarea la vot a femeilor a fost privită cu diferite grade de ostilitate de membrii partidelor istorice, în special de PNȚ, iar ziarul Dreptatea a ridiculizat de mai multe ori vizitele liderului comunist Pauker făcute femeilor de la sate.

## Restricții și abuzuri

Constantin Rădulescu-Motru, Președinte al Academiei Române, sursă importantă pentru înțelegerea fraudelor comise de BPD în cadrul alegerilor.

### Abuzuri generale
Perioadele campaniei electorale și a alegerilor propriu zis au fost marcate de violențe și acțiuni de intimidare generală executate de detașamente ale BPD-ului. Într-un caz, la Pitești, membrii BPD au ucis un lider local al PNȚ-ului.
Mai înainte de alegeri, libertatea de asociere a fost drastic redusă printr-o serie de legi. Burton Y. Berry amintea că Groza recunoștea caracterul limitativ al decretelor cu putere de lege inițiate de guvern, dar le considera ca fiind necesare pentru asigurarea ordinii și liniștii în țară. Dezvoltând ideea, premierul român ar fi afirmat că guvernul încerca să prevină "provocările" extremiștilor de dreapta și în egală măsură a celor de stânga, dezordinile din timpul alegerilor putând duce la îndepărtarea lui din fruntea guvernului de către comuniști. În legătură cu arestarea mai multor angajați români ai Ambasadei Statelor Unite ale Americii din București, se spune că Groza ar fi pretins că el a încercat să-i elibereze, dar comuniștii s-au opus inițiativei sale. Într-un context semioficial, premierul român a mai afirmat în februarie 1946: "Dacă reacționarii câștigă, credeți că noi îi vom lăsa să trăiască [încă] 24 de ore?  Vom reacționa imediat. Vom apuca în mâini ce putem și vom ataca".
Berry amintea că premierul afirmase că evalua angajamentul României față de organizarea de alegeri libere diferit de cererile Aliaților occidentali, bazându-se pe "interpretarea rusească a «libere și neîngrădite»".
Un efect al măsurilor legislative a fost reducerea intervenției autorităților judiciare în supravegherea procesului electoral. Aceasta a căzut în sarcina autorităților locale, cele mai multe dintre ele controlate deja de sprijinitorilor comuniștilor. Constantin Rădulescu-Motru, în jurnalul său, va menționa mai multe mijloace de fraudă pe care BPD le-ar fi întrebuințat pentru a obține victoria. Printre altele, aceștia ar fi dus cu camioane votanți pro-comuniști de la o secție de votare la o alta, pentru ca aceștia să voteze mai mult de o dată la mai multe secții de votare.
Încă de la începutul campaniei electorale, toate resursele statului au fost mobilizate în ajutorul BPD-ului. Cifrele amintite de Victor Frunză includ, printre alte investiții, peste 4 milioane de broșuri  de propagandă, 28 de milioane de foi volante, 8,6 milioane de caricaturi tipărite și 6,6 milioane de afișe.

### Armata
Există dovezi că armata a fost cel mai importat teren de înfruntare al ambelor tabere și principala țintă a viitoarelor fraude electorale. Ca răspuns la creșterea nemulțumirilor în rândurile diferitelor categorii de militari, guvernul Groza a crescut soldele tuturor cadrelor active și a asigurat aprovizionarea lor preferențială. Totuși, datorită ratei înalte a inflației, veniturile în lei au rămas scăzute.  În ianuarie, Direcția Superioară pentru Educație, Cultură și Propagandă a Armatei, implicată deja în munca propagandistică în rândurile militarilor de toate gradele, a fost autorizată să ducă la îndeplinire  "misiuni educative" în afara cazărmilor și în zonele rurale. Activiștii PNȚ și PNL nu aveau acces în unitățile militare, în vreme ce DSECPA supraveghea cu atenție  soldații care simpatizau cu opoziția, considerați "înapoiați din punct de vedere politic".  În timp ce unii dintre înalții responsabili ai armatei garantau că subordonații lor vor vota în unanimitate pentru BPD, ofițerii de rang inferior își exprimau nemulțumirea față de interzicerea activităților de propagandă liberală și țărănistă în cadrul cazărmilor.
Până la urmă, s-a ajuns în situația ca Armata să folosească toate capacitățile sale pentru a face campanie BPD-ului, iar acțiunile acestea să fie sabotate de sprijinitorii partidelor istorice. În momentul în care Forțele Aeriene Române a început să-și folosească avioanele pentru a lansa fluturași propagandistici pro-Groza deasupra orașului Brașov, activiștii Direcției Superioare pentru Educație, Cultură și Propagandă a Armatei au constatat cu stupoare că manifestele fuseseră înlocuite în secret cu materiale de propagandă PNȚ-iste.
Armatei i-a fost desemnată propria Comisie Electorală, plasată sub conducerea a doi generali prosovietici notorii: Nicolae Cambrea și Mihail Lascăr (care luptaseră amândoi în unitățile românești de voluntari formate pe teritoriul Uniunii Sovietice). Protestele opoziției, care cerea numirea unei alte comisii, nu au fost luate în seamă. În vederea alegerilor, guvernul a hotărât să nu permită familiilor militarilor să voteze în secțiile speciale de vot ale Armatei, o măsură criticată pentru că reducea numărul votanților din afara sistemului militar, ceea ce era considerată o măsură care ar fi facilitat falsificarea rezultatelor votului. Într-un raport din județul Cluj, generalul Victor Precup afirma: 
"O secție militară de vot din Cluj [...] aproape că a ajuns să declare votul invalid, deoarece votarea a fost declarată închisă între orele 6 și 7 în loc de ora 8, așa cum prevedea legea. [...] Numai datorită intervențiilor imediate energice a prefectului [...] a maiorului Nicolae Haralambie și a subsemnatului, situația a fost salvată.
În această secție, unde noi credeam că avem cel mai bun tovarăș președinte, așteptând de aceea cele mai bune rezultate, noi am înregistrat cel mai proaste rezultate dintre toate secțiile de votare pentru militari. [...]
Toate acestea [s-au datorat] atitudinii tovarășului Petrovici. Dacă această secție de votare nu ar fi existat, sau dacă tovarășul Petrovici, președintele secției de votare, ne-ar fi ascultat, armata ar fi realizat un rezultat de 99%, nu de 92,06%, așa cum s-a întâmplat  la Cluj
Imediat după alegeri, ofițerii procomuniști din Transilvania l-au arestat pe generalul Drăgănescu din Divizia a II-a Vânători de Munte din Dej, afirmând că, în timpul votării, el a răspândit zvonuri false conform cărora țăranii locali ar fi fost implicați în violențe antisemite și antimaghiare, pentru a atrage atenția autorităților centrale și a observatorilor aliaților occidentali asupra situației din zonă. Printr-o notă secretă scrisă tot atunci, generalul Victor Precup recunoștea că apăruseră incidente violente și că armata fusese trimisă să intervină. El a mai recunoscut că populația locală era supărată după ce aflase rezultatele oficiale.

### Alte mărturii
În notele sale, academicianul Constantin Rădulescu-Motru a afirmat că autoritățile au împiedicat oamenii în mod arbitrar să participe la vot,  iar unor votanți nu li s-au cerut actele pentru verificarea identității, iar buletinele electorale votate pe simbolul BPD "Soarele" au fost introduse în urne mai înainte de deschiderea secțiilor de vot. Potrivit consemnărilor sale: 
„Camioane cu alegători [ai BPD-ului] au circulat de la o secție la alta votând la toate secțiile, adică de mai multe ori. După votare, s-au trimis comisiei centrale procesele-verbale în alb, și aici s-au completat punându-se după ordinul guvernului numărul de voturi care convenea.”.
Toate buletinele de vot au fost arse imediat după încheierea numărătorii oficiale, pentru a împiedica orice contestație.

## Rezultate paralele
La ceva timp după alegeri, comuniștii au produs un raport secret numit Învățămintele alegerilor și sarcinile P[artidului] C[omunist] după victoria din 19 noiembrie 1946, Arhiva MApN, fond Materiale documentare diverse, dosar 1.742, f.12-13). Acest raport a fost comparat de istoricul Petre Țurlea cu rezultatele oficiale și această cercetare a demonstrat existența unor diferențe importante. Astfel, Țurlea a aflat că, în total,  BPD a primit între 44,98% și 47% din voturi, ceea ce contrazicea atât pretențiile guvernului Groza cât și ale opoziției (peste 80% din voturi!). Rezultatul, deși venea la sfârșitul unei campanii caracterizată prin numeroase fraude, ar fi permis celor două partide principale de opoziție să formeze un guvern de coaliție care ar fi avut majoritatea necesară în Parlament.
Raportul sus-numit confirma de asemenea popularitatea mai crescută a BPD-ului în orașe, spre deosebire de sate, datorită faptului că, în ciuda așteptărilor, țărăncile votaseră în special pentru PNȚ. Deși a câștigat voturile funcționarilor de stat și a clasei de mijloc evreiască, BPD nu a reușit să obțină câștiguri demne de luat în seamă în fiefurile țărăniste sau liberale.

## Consecințe
Rezultatele alegerilor au confirmat intrarea României pe orbita Uniunii Sovietice și apartenența ei efective la blocul răsăritean odată cu izbucnirea Războiului Rece. Pe 19 noiembrie, cele trei partide de opoziție: Partidul Național Liberal, Partidul Național Țărănesc și facțiunea lui Constantin Titel Petrescu desprinsă din Partidul Social Democrat, au protestat în mod oficial, acuzând guvernul Groza de falsificarea votului. Miniștrii fără portofoliu, Mihail Romniceanu (PNL) și Emil Hațieganu (PNȚ), au demisionat la scurtă vreme după anunțarea rezultatelor oficiale. Petre Țurlea considera că protestul a avut un rezultat nesemnificativ, dată fiind tradiția protestelor similare din perioada interbelică, care erau făcute pentru încălcări mult mai mici ale procedurilor de vot.
În aceeași lună, guvernul britanic al premierului Clement Attlee, prin reprezentantul Adrian Holman l-a anunțat pe ministrul român de externe Gheorghe Tătărescu că, datorită numeroaselor ilegalități înregistrate în timpul  votului, nu recunoaște rezultatul alegerilor din România.
Pe 4 ianuarie 1947, ambasadorul român în Statele Unite Mihai Ralea a primit din partea guvernului american o scrisoare prin care se reproșa "încălcarea spiritului și literei" înțelegerilor Conferinței de la Moscova și Înțelegerii de la Ialta. Deși Ralea, un membru al Frontului Plugarilor aliat de conjunctură al comuniștilor, și-a exprimat preocuparea pentru atitudinea americanilor, el a apelat de asemenea la SUA pentru a nu lăsa România în spatele Cortinei de Fier. În august 1946, Berry afirma că avea informații despre faptul că Groza intenționa să strângă relațiile cu alte țări aflate în sfera de influență sovietică și în care era prezentă Armata Roșie, ca un prim pas spre o uniune vamală. Planul, sprijinit și de liderii comuniști bulgar Gheorghi Dimitrov și iugoslav, Josip Broz Tito, nu a fost pe placul lui Iosif Vissarionovici Stalin, iar după ruptura iugoslavo-sovietică a fost abandonat definitiv.
Pentru comuniști, victoria din 1946 a reprezentat "o importantă victorie de ordin formal la activ", reprezentând semnul de care aveau nevoie pentru a începe impunerea totală a puterii lor asupra regatului. Pe 1 decembrie 1946, dr. Petru Groza inaugura ședințele noului Parlament unicameral al României. În discursul său, premierul își exprima credința că alegerile au deschis drumul pentru existența unui nou tip de legislativ și punea accentua că era important
"să fie eliminat spectacolul trăncănelilor inutile și a ieșirilor personale din această Adunare, iar acești deputați să se dedice [...] unei activități intensive".
Așa cum spunea el: 
"... nu este Parlamentul vechilor politicieni, nu este o comportare luxoasă, o distracție, un exercițiu de gimnastică politică sau o scuză pentru a te certa cu alții".
În lunile care au urmat, comuniștii și-au concentrat acțiunile pe reducerea la tăcere a opoziției și pe câștigarea monopolului puterii. În vara anului 1947, Afacerea Tămădău a asigurat pretextul pentru eliminarea din viața politică a țărăniștilor și liberalilor, interzise în mod oficial după punerea sub acuzare a lui Iuliu Maniu și judecarea lui într-un proces spectacol. Partidul Național Liberal-Tătărescu, care a început să critice guvernul Groza cam în aceeași perioadă, s-a retras din BPD, dar a fost implicat în scandalul Tămădău, toți liderii săi fiind înlocuiți cu persoane loiale comuniștilor. Comuniștii i-au absorbit în cele din urmă pe social-democrați, formându-se așa numitul Partid Muncitoresc Român.
La sfârșitul lunii decembrie a anului 1947, regele României Mihai I a fost forțat să abdice. Pe 30 decembrie 1947 a fost proclamată Republica Populară Română, primul stadiu al regimului comunist în România.